# Miha Novak (nogometaš)
Miha Novak, slovenski nogometaš, * 24. marec 1987, Kranj.
Novak je nekdanji profesionalni nogometaš, ki je igral na položaju vezista. V svoji karieri je igral za slovenske klube Triglav Kranj, Domžale, Triglav Kranj, Šenčur in Ivančno Gorico. Skupno je v prvi slovenski ligi odigral 16 tekem, v drugi slovenski ligi pa je odigral 93 tekem in dosegel 11 golov.